# Лауцон (Долина Аосте)
Лауцон је насеље у Италији у округу Долина Аосте, региону Долина Аосте.
Према процени из 2011. у насељу је живело 1 становника. Насеље се налази на надморској висини од 1520 м.